# 高岳
高岳（512年—555年12月21日），字洪略，勃海郡蓨县（今河北省衡水市景县）人，封清河王。與孫騰、高隆之、司馬子如，號四貴。

## 生平
高岳身材魁梧，容貌不凡，為人正直，勇而有謀，自幼父親早逝，家境貧寒。高岳早年住在洛陽，高歡每次到洛陽辦事，都住在他的家中。高岳的母親山氏一次夜間起床，看到高歡的房中沒有燈火卻有光亮發出。她讓高歡住到別的房間，仍然如此。山氏很奇怪，便讓人占卜，結果占到大有卦，預示高歡將來貴不可言。後來，高歡信都起兵。山氏對高岳道：“赤光的祥瑞，今天當應驗了，你可以去跟從他，共圖大計。”高岳於是投奔高歡，征戰四方，軍功、政績顯赫。
中興二年（532年），高歡與爾朱兆、爾朱天光等人在韓陵交戰。高歡親自統帥中軍，並命高敖曹指揮左軍，高岳指揮右軍。當時，高歡的中軍戰敗，爾朱氏部隊趁勝攻擊。高岳舉旗大吼，橫衝敵陣，救出高歡，並合力擊破敵軍，因功進封衛將軍、右光祿大夫。
武定五年（547年），高欢病逝后，侯景因为不满继任者高澄，向南投奔南梁。梁武帝派遣萧渊明援助侯景，萧渊明在寒山掘开泗水，淹灌彭城，与侯景形成犄角之势。高岳率军南讨，与行台慕容绍宗一同大破梁军，生擒萧渊明及其大将胡贵孙。高岳随即又回军涡阳，在高岳的协助下，左卫将军刘丰一同将侯景击败得只能单骑而逃。 
武定六年（548年），高岳被高澄授予重任，统领慕容绍宗、刘丰等将领，征讨驻守在长社的西魏将领王思政。因为王思政坚壁清野，闭城坚守而不出。高岳便掘开洧水来水淹长社，可惜始终未能破城。 随后的一年里，慕容绍宗、刘丰战死于长社，王思政也等到了西魏派来的援军。而高岳组织内外防御得当，甚有谋略，长社几次都险些被其攻破。直到后来高澄亲征，长社才被攻破，王思政才被俘。然而高澄将破城之功据为己有，并未对高岳加以重赏。
北齐天保元年（550年），高洋称帝，建立北齐。高岳被委任为使持节、骠骑大将军、开府仪同三司、宗师、司州牧，进封清河郡王,后又加拜太保。当时,南梁被西魏攻打，梁元帝向北齐求援。文宣帝便任命高岳为西南道大行台，让他与司徒潘乐一同援助江陵。 天保六年（555年），高岳行至义阳，闻听江陵义被西魏军城破，便率军南攻克了郢州，生擒刺史陆法和并将之押往邺都，又命仪同慕容俨据守郢城。
功成名就以後的高岳，喜好奢侈、酒色，家中歌姬舞女、鐘鼓器樂的規模，冠絕一時。北齐平秦王高歸彥幼年失去父母，寄養高岳家，高岳待他甚薄，高歸彥懷恨在心。555年，高歸彥向高洋進讒，說高岳在城南的房子有如皇宮，引起高洋嫉恨。高岳素來有好色的名聲，曾召鄴下歌伎薛氏姊妹陪酒取樂。後來薛妹入宮為高洋宠妃。高归彦则去挑拨说高岳曾经和薛嫔发生过肉体关系。恰好这时薛嫔的姐姐又来为父亲要求司徒一職，高洋怒說：“司徒大官，怎可求得？”薛姐恃妹之宠，又冒犯了高洋。高洋一怒之下把薛嫔的姐姐锯死。責高岳「姦淫民女」，高岳辯白說：“臣本欲納此女，嫌她輕薄，故並未納之。”高洋大怒，以為是譏笑自己，以毒酒賜死高岳。高岳不服，高歸彥勸他喝掉鴆酒还可以保住全家，高岳只得受死。天保 (北齐)六年十一月二十二日（555年12月21日），高岳在家中去世，时年四十四。齐文宣帝诏令大鸿胪监护丧事，赠予高岳假黄钺、使持节、都督冀定沧瀛赵幽济七州诸军、太宰、太傅、定州刺史，给辒辌车，赗物二千段，谥号武昭。。
薛嬪當時正在懷孕，分娩之后，高洋把她也殺了，置其首級於东山（邺城东）宴會中，座中人無不惊骇。隨後又將薛妹骨骸製成人骨琵琶，高洋流泪哭说：“佳人难再得！”
562年，武成帝高湛以谋逆将高歸彥处死，将其家属共百餘人賞賜給高岳家當奴僕，又追贈高岳為太師。皇建元年十一月庚申（560年12月15日），齐孝昭帝高演诏令将高岳等七人合祭于高澄的宗庙之中。

## 家庭

### 祖父
- 高谧，北魏太尉、武贞公[1]

### 父亲
- 高翻，北魏太傅、孝宣公[1]

### 兄弟
- 高贵，早逝，东魏追赠使持节、侍中、司空公、尚书左仆射、都督徐兖豫南青四州诸军事、骠骑大将军、徐州刺史[6]

### 儿子
- 高劢，北齐北朔州行台侍中、乐安王，隋朝上开府、洮州刺史
- 高敬文，第十子，过继给高惠宝，北齐陈留王

## 延伸阅读
[在维基数据编辑]
 《北齊書/卷13》，出自李百药《北齊書》
 《北史·卷051》，出自李延壽《北史》